# Lidlidda

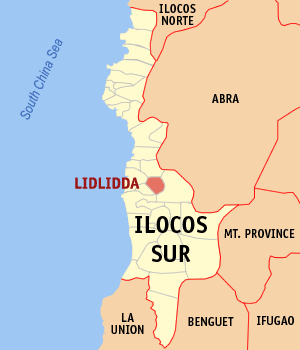
Bản đồ Ilocos Sur với vị trí của Lidlidda

Lidlidda là một đô thị hạng 5 ở tỉnh Ilocos Sur, Philippines. Theo điều tra dân số năm 2004, đô thị này có dân số 4.182 người.

## Các đơn vị hành chính
Lidlidda được chia ra 11 barangay.
- Banucal
- Bequi-Walin
- Bugui
- Calungbuyan
- Carcarabasa
- Labut
- Poblacion Norte (Namatting)
- Poblacion Sur (Surong)
- San Vicente (Kamatliwan)
- Suysuyan
- Tay-ac